# Ein Vater zum Verlieben
Ein Vater zum Verlieben ist ein deutscher Fernsehfilm von Sigi Rothemund aus dem Jahr 2001. Die Filmkomödie hatte ihre Erstausstrahlung am 5. Oktober 2001 in der ARD.

## Handlung
Ina Brosche spielt ihrem Vater einen kleinen Scherz: Nach einem Mallorca-Urlaub behauptet sie, dass der Berliner Geschäftsmann Richard Brosche dort eine zweite uneheliche Tochter habe. Ohne es zu ahnen, hat sie recht, denn ihr Vater betrog als junger Mann einst wirklich seine Ehefrau Claudia. Er hatte eine schöne Nacht mit der Reiseführerin Hanna, in der Antonia gezeugt wurde, die nun ungefähr im selben Alter ist wie Ina. Vorerst behält Richard das Geheimnis für sich und teilt es nur seinem Jugendfreund Max mit. Als er allerdings bei einer wichtigen Beförderung übergangen wird und seine Frau in den Armen eines Konkurrenten findet, flüchtet er nach Mallorca zu Hanna, die dort inzwischen ein erfolgreiches Landhotel auf der Baleareninsel führt. Er mietet sich inkognito und ohne Gepäck ein, wobei er sofort durch sein seltsames Verhalten auffällt. Antonia und ihre Mutter Hanna halten ihn für einen Spion der Konkurrenz und wollen ihn schnellstmöglich loswerden. Der Zufall will, dass der Koch sich verletzt und kurzfristig ausfällt. Aufgrund seines korpulenten Äußeren halten ihn die Hotelgäste für den Koch und ungewollt übernimmt er aushilfsweise diese Rolle. Dabei merkt er, dass ihm das große Freude bereitet und seine wahre Passion zu sein scheint.
Allerdings verkompliziert sich die Situation zunehmend, als nach und nach Claudia, Ina und Max auf Mallorca eintreffen. Richard findet heraus, dass seine Claudia auch fremdgegangen war und seine Tochter Ina gar nicht von ihm ist. Claudia, die gekommen war, um ihren Mann um Verzeihung zu bitten, steht nun vor den Scherben ihrer Ehe. Während sie sich Hanna und Antonia offenbart, ertränkt Richard seinen Kummer im Wein und findet Unterschlupf bei Hannas Koch, der ihm seine Finca überlässt. Als er Max von dieser ihn erschütternden Neuigkeit informiert, muss er erfahren, dass sein bester Freund, Max, Inas Vater ist. Damit bricht die Welt für ihn vollends zusammen. Er sucht sich ein Seil und will sich erhängen. Dabei denkt er nicht an seine Körperfülle und das Vordach der Finca bricht unter seinem Gewicht zusammen. Unmittelbar nach diesem misslungenen Selbstmordversuch erscheinen „seine“ beiden Töchter, die zeigen wollen, dass sie, egal was früher war, zu ihm stehen. Doch er weist sie von sich. Enttäuscht wenden sie sich ab und Ina stürzt auf dem Rückweg einen Felsabhang hinunter. Als er sie bewusstlos vor sich sieht, spürt er, wie lieb er sie hat. So rauft er sich am Ende auch mit Claudia wieder zusammen und könnte sich vorstellen, auch in Zukunft in Hannas Hotel als Koch zu arbeiten.

## Kritiken
„Romantische Komödie für ein Publikum im mittleren Alter, die auf Tempo, schlagfertige Dialoge und das romantische mallorquinische Innenland setzt.“

„Hat sich denn alles gegen Richard (Dieter Pfaff) verschworen? Erst bekommt ein anderer die Beförderung, dann ertappt er auch noch seine Frau (Rita Russek) in den Armen des Rivalen. Wütend verduftet er nach Mallorca und mietet sich im abgelegenen Hotel von Hanna (Simone Thomalla) ein. Upps: Deren Tochter Antonia ist genauso alt wie Richards Erinnerung an eine Nacht mit Hanna… Fazit: Pfiffiger Mix aus Herz, Schmerz und Humor.“

„Sigi Rothemunds Komödie, gefilmt in einer wildromantischen mallorquinischen Berglandschaft, ist ein schlagfertiges, mit allerhand Überraschungen und raffinierten Parallelhandlungen versehenes Plädoyer für mehr Toleranz im Ehe- und Beziehungsleben. In der Rolle des liebenswerten Nörglers Richard zeigt Dieter Pfaff alias „Kommissar Sperling“ sich erneut als begnadeter Komödiant mit perfektem Timing und viel Selbstironie.“